# 正則局所環
可換環論において、正則局所環（せいそくきょくしょかん、英: regular local ring）とは、ネーター局所環 {\displaystyle (A,{\mathfrak {m}})} であって、剰余体 {\displaystyle k=A/{\mathfrak {m}}} について {\displaystyle \dim A=\dim _{k}{\mathfrak {m}}/{\mathfrak {m}}^{2}} を満たすような環である。ただし左辺は A のクルル次元、右辺は k ベクトル空間としての次元である。右辺の数はしばしば埋め込み次元（英: embedding dimension）と呼ばれ {\displaystyle \operatorname {emb\,dim} A} と書かれることもある。
正則局所環は代数幾何学において代数多様体の非特異点に対応するため中心的な役割を占める。
ネーター局所環については次の包含関係が成り立つ。
強鎖状環 ⊃ コーエン・マコーレー環 ⊃ ゴレンシュタイン環 ⊃ 完全交叉環 ⊃ 正則局所環

## 例
以下ではクルル次元のことを単に次元と呼ぶ。
- すべての体は0次元の正則局所環であり、0次元の正則局所環は体である。
- すべての離散付値環は1次元の正則局所環であり、1次元の正則局所環は離散付値環である[6]。特に k が体で X を不定元とするとき形式的冪級数環 k[[X]] は1次元の正則局所環である。
- より一般に k が体で X1, ..., Xd を不定元とするとき形式的冪級数環 k[[X1, ..., Xd]] は d 次元の正則局所環である。
- p を有理素数とすれば、p進整数環は離散付値環ゆえ正則局所環であり、体を含まない。
- Z を整数環とし X を不定元とすると局所化 Z[[X]](2, X) は2次元正則局所環で体を含まない。
- コーエンの構造定理（英語版）により完備な等標数の d 次元正則局所環で体を含むものはある体上の形式的冪級数環である。

## 特徴付け
次元 {\displaystyle d=\dim A} のネーター局所環 {\displaystyle (A,{\mathfrak {m}})} について、次は同値である。
- A は正則局所環。
- {\displaystyle {\mathfrak {m}}} は d 個の元で生成される。
- {\displaystyle \mathrm {gr} _{\mathfrak {m}}\,A\simeq k[X_{1},X_{2},\dots ,X_{d}]}。ただし、右辺は d 不定元の多項式代数で同型は {\displaystyle k=A/{\mathfrak {m}}} 上の次数環としてのものとする。
- 大域次元が有限である：{\displaystyle \operatorname {gl\,dim} A<\infty }。
- 大域次元とクルル次元が一致する：{\displaystyle \operatorname {gl\,dim} A=d}。

## 性質
- ネーター局所環が正則であることとその完備化が正則であることは同値である[9]。
- 正則局所環は一意分解整域である[10]。
- A が局所環ならば形式的冪級数環 A[[X]] は正則局所環である。